# Federico Cornaro (1579–1653)
Federico Cornaro (ur. 16 listopada 1579 w Wenecji, zm. 5 czerwca 1653 w Rzymie) – włoski kardynał.

## Życiorys
Urodził się 16 listopada 1579 roku w Wenecji, jako syn Giovanniego Cornara i Chiary Delfino (jego bratem był Francesco Cornaro). Studiował na Uniwersytecie Padewskim, gdzie uzyskał doktorat z prawa kanonicznego. Po powrocie do Rzymu został klerykiem Kamery Apostolskiej i gubernatorem Civitavecchii. 23 lutego 1623 roku został wybrany biskupem Bergamo, a 9 kwietnia przyjął sakrę. 19 stycznia 1626 roku został kreowany kardynałem prezbiterem i otrzymał kościół tytularny Santa Maria in Traspontina. Jego nominacja spowodowała wzburzenie w Wenecji, gdyż synom doży zabraniano przyjmowania stanowisk w Kurii Rzymskiej. Ostatecznie Senat zaakceptował promocję Cornara, jednak odrzucił jego nominacje na biskupa Vicenzy i Padwy. W tym samym roku został przeniesiony do diecezji Vicenzy, a trzy lata później – do Padwy. Oba te wydarzenia spowodowały zawirowania polityczne i Senat wenecki kontestował konstytucyjność tych nominacji. Ojciec kardynała, Giovanni Cornaro, zaoferował zrzeczenie się funkcji doży, by uniknąć problemów z ewentualną sukcesją, wobec czego Senat ustąpił i zaakceptował wybór Federica na biskupa Vicenzy i Padwy. W 1631 roku został mianowany patriarchą Wenecji. Po trzynastu latach zrezygnował z funkcji, ze względu na wiek i na stan zdrowia (chorował na podagrę). 29 kwietnia został podniesiony do rangi kardynała biskupa i otrzymał diecezję suburbikarną Albano. Tego samego dnia został prefektem Kongregacji ds. Obrzędów i piastował ten urząd do 31 marca 1653 roku. Zmarł 5 czerwca 1653 roku w Rzymie.